# Jaguar F-Pace
Jaguar F-Pace — компактный престижный кроссовер, выпускающийся британской компанией Jaguar Cars с 2016 года, первый кроссовер компании. Впервые был представлен на Североамериканском международном автосалоне в Детройте в январе 2015 года, затем также на Франкфуртском автосалоне в сентябре того же года. Продажи начались в апреле 2016 года. Является воплощением концепт-кара «Jaguar C-X17», который выставлялся напоказ ещё на франкфуртском автосалоне в 2013 году.
Производство кроссовера налажено на заводе Jaguar Land Rover в городе Солихалл. В России автомобиль в продаже с лета 2016 года по цене от 3,193 млн руб. (в комплектации Pure) до 5,48 млн руб. (в комплектации First Edition).
F-Pace тестировался в условиях пустынь Аравийского полуострова (где в салоне температура может повышаться до +70 градусов Цельсия) и полярной тайги северной Швеции (в районе города Арьеплуг, где температура может падать до −40), на равнинных и горных территориях и при разном дорожном субстрате.

## Появление

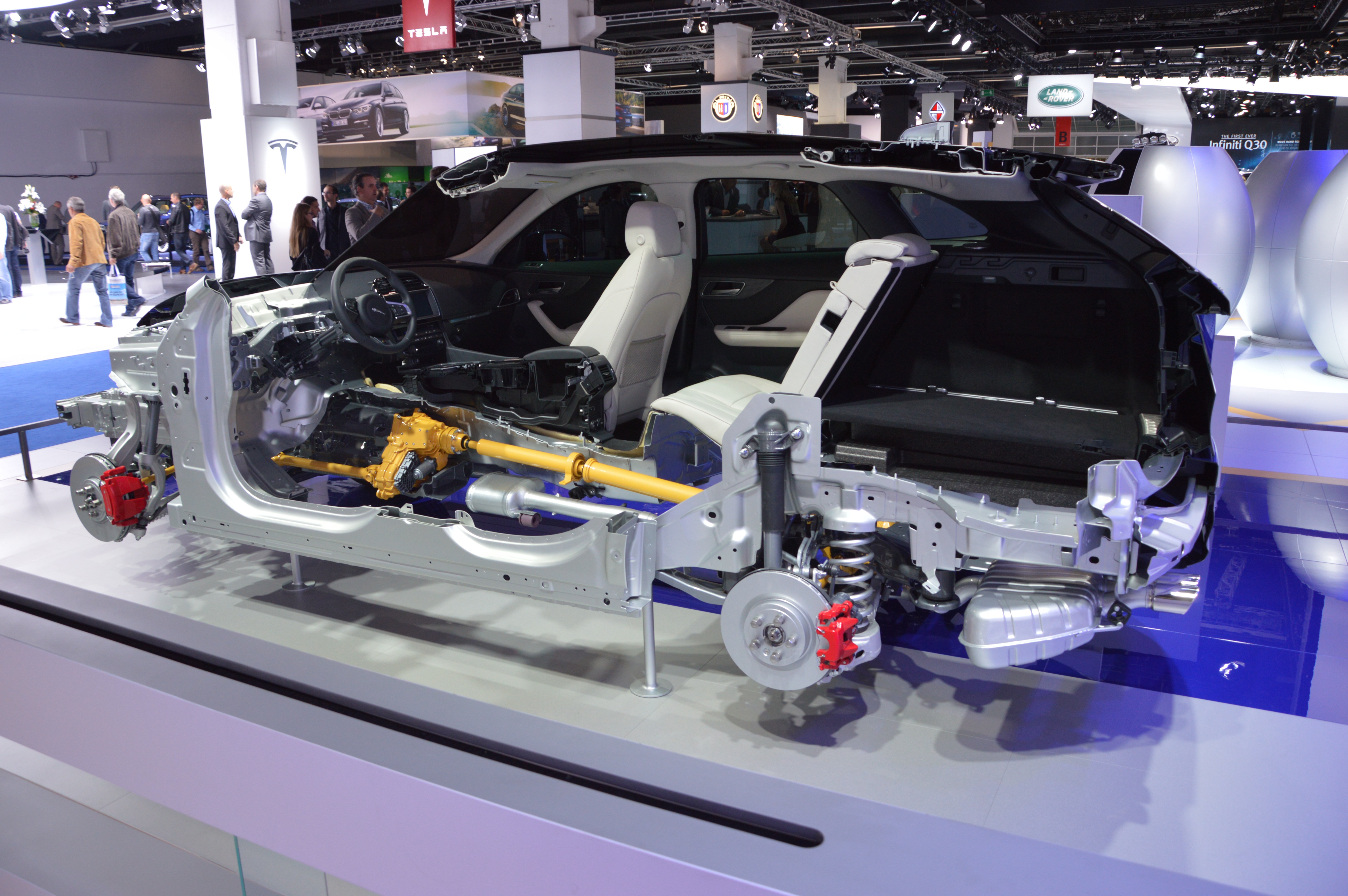
В разрезе

Тестирование будущего кроссовера началось в 2013 году. Уже тогда было известно, что кроссовер будет построен на алюминиевой платформе и будет иметь трёхлитровый двигатель V6. Спустя несколько недель прототип кроссовера (он уже имел облик, почти не отличающийся от пошедшей в производство серии), спроектированный дизайнером Яном Каллумом, был показан на Франкфуртском автосалоне. Заново о кроссовере Jaguar заговорили лишь спустя 2 года, анонсировав его на том же автосалоне и прокомментировав, что автомобиль, который получит название F-Pace, примет участие в Тур де Франс в качестве машины поддержки.

## Характеристики
Кузов F-Pace на 80 % состоит из алюминия, содержит множество композитных материалов. По этой причине кроссовер имеет достаточно низкую массу. Подвеска автомобиля — полностью независимая. Предлагается выбор из 5 двигателей — два 2-литровых (дизельный и бензиновый), два 3-литровых (аналогично) и 5-ти литровый бензиновый. Коробки передач 2 — автоматическая 8-ступенчатая и 6-ступенчатая механическая. Привод — полный, хотя есть возможность купить автомобиль лишь с задним приводом. Автомобиль опционально имеет достаточно большие колёсные диски диаметром 22 дюйма.

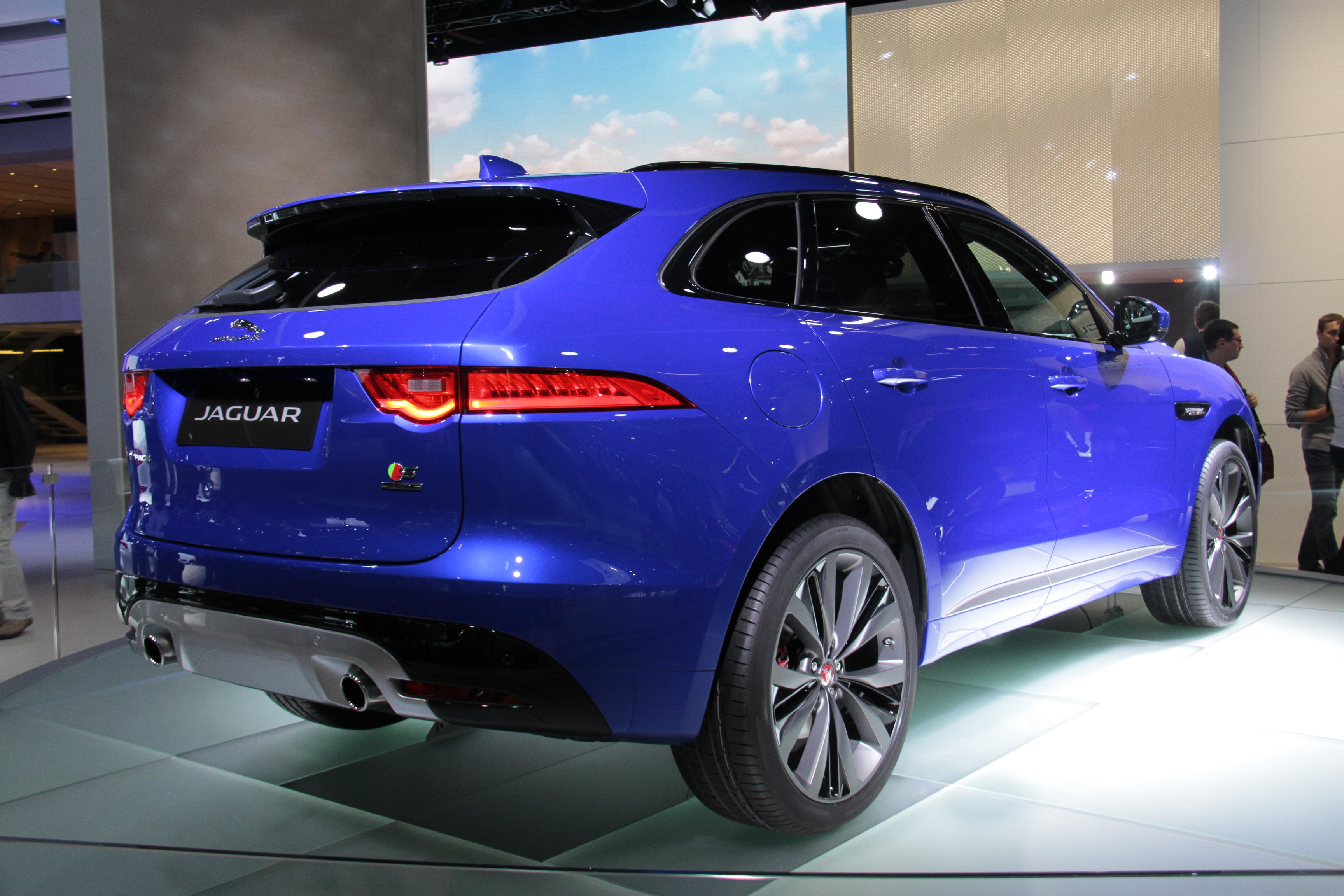
Вид сзади

F-Pace имеет несколько комплектаций: Pure, Portfolio, S и несколько промежуточных. На выбор предлагается 14 оттенков цвета кузова. Интерьер во многом позаимствован у Jaguar XE, в частности комплектации F-Pace имеют такую же обивку (кресел и салона), переднюю панель, что и комплектации XE. Автомобиль имеет 4-зонный климат-контроль, панорамную крышу, аудиосистему Meridian и многое другое, типичное для автомобиля данного класса, оборудование в максимальной комплектации.